# 東基爾布萊德
東基爾布萊德（英語、低地蘇格蘭語：East Kilbride）是位於英國蘇格蘭南拉納克郡的一座城鎮。東基爾布萊德在1947年5月6日成為新市鎮，是蘇格蘭的第一個新市鎮。現在東基爾布萊德有人口約74,395人。東基爾布萊德位於格拉斯哥東南14公里處，在1930年時，人口僅有約900人。在第二次世界大戰之後，為了解決格拉斯哥的住宅不足問題，英國政府宣布建設東基爾布萊德為新市鎮，成為蘇格蘭五個新市鎮中最早的新市鎮。東基爾布萊德也是一個行政教區的名字。

## 外部連結
- 中的“東基爾布萊德”
- Interactive picture guide of East Kilbride （页面存档备份，存于）
- East Kilbride Thistle Football Club